# Seriate
Seriate je italské město v provincii Bergamo v oblasti Lombardie.
V roce 2014 zde žilo 25 291 obyvatel.

## Poloha
Sousední obce jsou: Albano Sant'Alessandro, Bagnatica, Bergamo, Brusaporto, Calcinate, Cavernago, Gorle, Grassobbio, Orio al Serio a Pedrengo.

## Vývoj počtu obyvatel
Zdroj: